# 마이조 오타로
마이조 오타로(일본어: 舞城王太郎, まいじょう おうたろう, 1973년 ~ )는 일본의 소설가이다.
미스테리 소설 《연기, 흙, 혹은 먹이》로 제19회 메피스토 상을 수상하며 데뷔했다. 2001년 발표한 단편 〈피콘!(ピコーン!)〉으로 일본 추리 작가 협회상의 후보에 올랐다. 《군죠(群像)》 2001년 9월호에 수록된 단편 〈곰의 장소(熊の場所)〉가 제15회 미시마 유키오 상 후보에 오르고 2003년 《아수라 걸》로 제16회 미시마 유키오 상을 수상하게 된다. 2004년 《좋아 좋아 너무 좋아 정말 사랑해》가 제131회 아쿠타가와 류노스케 상 후보로 올랐다.
마이조 오타로라는 이름은 필명으로, 본명 뿐만 아니라 얼굴 등의 신상 및 기타 이력 정보는 거의 알려져 있지 않다. 그 예로 마이조 오타로는 미시마 유키오 상의 시상식을 불참하기도 했는데, 이것을 이용해 모부 노리오(モブ・ノリオ)가 《개호 입문(介護入門)》으로 제131회 아쿠타가와 류노스케 상을 수상했을 때 자신을 마이조 오타로라고 소개하기도 했다.
후쿠이현 난조 군 이마조 정(현재 지명은 미나미에치젠 정) 출신으로, 필명 중 성에 해당하는 ‘마이조’는 마이조 오타로의 출신지명인 이마조의 애너그램이라는 설이 있다. 필명에 관한 또 다른 설로는 후쿠이 현 와카사 지방의 전통 예술 《왕의 춤(王の舞)》과 관련되어 있다는 설이 있다.
소설이 주로 후쿠이 현을 무대로 하고 있다는 점과 방언·지방색 등을 같이 고려해 마이조 오타로가 쓴 일련의 소설들을 나카가미 겐지(中上健次, なかがみ けんじ)의 ‘기슈 사가(紀州サーガ)’, 아베 가즈시게(阿部和重, あべ かずしげ)의 ‘진마치 사가(神町サーガ)’와 견주어 ‘후쿠이 사가(福井サーガ)’라고도 부른다. 마이조 오타로의 작품 중에는 후쿠이 현 외에 도쿄도 조후시를 배경으로 삼는 작품들도 있다.
마이조 오타로 소설의 대부분은 마이조 오타로가 스스로 일러스트를 그리고 있으며, 만화나 평론 등 다른 분야에서도 활동하고 있다. 마이조 오타로는 영화·드라마·애니메이션·게임등의 영상 작품을 기획·제작·판매하는 창작 집단 ‘REALCOFFEE’에도 소속되어 있다.

## 국내 발표작

### 단행본
- 2006년 3월, 《좋아 좋아 너무 좋아 정말 사랑해》
  - 〈좋아 좋아 너무 좋아 정말 사랑해(好き好き大好き超愛してる。, 《군죠(群像)》 2004년 1월호 게재)〉
  - 〈드릴홀 인 마이 브레인(ドリルホール・イン・マイ・ブレイン, 《파우스트(ファウスト)》 vol.1(2003) 게재)〉

이승진·전장호 번역. 향연. 288쪽, ISBN 89-91094-18-X
- 2006년 12월, 《연기, 흙, 혹은 먹이(煙か土か食い物 Smoke, Soil or Sacrifices, 2001)》

마이조 오타로 그림, 조은경 번역. 학산문화사. 398쪽, ISBN 89-529-8239-8
- 2007년 1월, 《아수라 걸(阿修羅ガール, 2003)》

마이조 오타로 그림, 김성기 번역. 황금가지. 333쪽, ISBN 89-8273-891-6
※ 제16회 미시마 유키오 상 수상작

### 중·단편
- 〈드릴홀 인 마이 브레인(ドリルホール・イン・マイ・ブレイン, 2003)〉 - 《파우스트》 vol.1, 마이조 오타로 그림
- 〈코마츠키 마키코(駒月万紀子, 2004)〉 - 《파우스트》 vol.3, 마이조 오타로 그림

※ 《연기, 흙, 혹은 먹이》의 번외편
- 〈한밤중에 우물이 온다(夜中に井戸がやってくる。, 2004)〉 - 《파우스트》 vol.4, 마이조 오타로 그림

### 일러스트
- Live at FAUST!! - 《파우스트》 vol.4에 수록된 특별기획, 마이조 오타로는 5편의 단편과 1편의 릴레이 소설의 표지 일러스트를 그렸다.
  - 〈아이는 멀리 갔다(子供は遠くに行った, 2004)〉 - 오츠이치
  - 〈마음의 최후의 거리(こころの最後の距離, 2004)〉 - 기타야마 다케쿠니
  - 〈지옥 섬의 여왕(地獄の島の女王, 2004)〉 - 사토 유야
  - 〈신세기 레드 수건 머플러(新世紀レッド手ぬぐいマフラー, 2004)〉 - 다키모토 다츠히코
  - 〈휴대 리스너(携帯リスナー, 2004)〉 - 니시오 이신
  - 〈아무에게도 읽히지 않는(誰にも続かない, 2004)〉

※ 오츠이치, 기타야마 다케쿠니, 사토 유야, 다키모토 다츠히코, 니시오 이신의 릴레이 소설